# Knoxiella
Knoxiella is een geslacht van uitgestorven kreeftachtigen uit de klasse van de Ostracoda (mosselkreeftjes).

## Soorten
- Knoxiella beiskiensis Polenova, 1960 †
- Knoxiella bicornuta Buschmina, 1968 †
- Knoxiella busulukensis Tschigova, 1960 †
- Knoxiella carinata Samoilova & Smirnova, 1960 †
- Knoxiella cerata Egorov, 1950 †
- Knoxiella changyangensis Sun & Lin, 1988 †
- Knoxiella collina Zaspelova, 1959 †
- Knoxiella compressa Rozhdestvenskaya, 1972 †
- Knoxiella compta Sun & Lin, 1988 †
- Knoxiella crassa Zaspelova, 1959 †
- Knoxiella cristata Polenova, 1974 †
- Knoxiella curta Tschigova & Kotschetkova, 1987 †
- Knoxiella dilucida Tschigova, 1960 †
- Knoxiella distributa Polenova, 1974 †
- Knoxiella dobrochotovae Ljaschenko, 1964 †
- Knoxiella domanica Rozhdestvenskaya, 1972 †
- Knoxiella donensis Egorov, 1950 †
- Knoxiella dorsospinosa Nechaeva, 1968 †
- Knoxiella dubia Polenova, 1953 †
- Knoxiella elegans Rozhdestvenskaya, 1959 †
- Knoxiella evgenijae Tschigova, 1977 †
- Knoxiella famennensis Casier & Devleeschouher, 1995 †
- Knoxiella girtyi (Posner, 1951) Gramm, 1984 †
- Knoxiella grandis Gurevich, 1964 †
- Knoxiella hubeiensis Sun (Quan-Ying), 1984 †
- Knoxiella hunanensis Sun, 1978 †
- Knoxiella infera Buschmina, 1965 †
- Knoxiella inflexicostata Hao (Yi-Chun), 1993 †
- Knoxiella infrata Sun (Quan-Ying), 1984 †
- Knoxiella inserica Polenova, 1955 †
- Knoxiella ischimensis Polenova, 1953 †
- Knoxiella jiangyouensis Xie, 1983 †
- Knoxiella kochaiskiensis Polenova, 1960 †
- Knoxiella konensis Egorov, 1950 †
- Knoxiella kummerowi Zanina, 1971 †
- Knoxiella mediana Ljaschenko, 1960 †
- Knoxiella minima Egorov, 1950 †
- Knoxiella ninae Tschigova, 1960 †
- Knoxiella normalis Shi & Li, 1988 †
- Knoxiella oblonga Wang, 1978 †
- Knoxiella ornata Lethiers, 1981 †
- Knoxiella parvula Gurevich, 1972 †
- Knoxiella pellucida Rozhdestvenskaya, 1959 †
- Knoxiella petchorica Martinova, 1960 †
- Knoxiella polonica (Kummerow, 1953) Malec, 1990 †
- Knoxiella ponderosa Polenova, 1974 †
- Knoxiella posneri Egorov, 1950 †
- Knoxiella postinfera Buschmina, 1977 †
- Knoxiella profusa (Zanina, 1956) Tschigova, 1959 †
- Knoxiella quadrata Sun (Quan-Ying), 1984 †
- Knoxiella rara Shevtsov, 1964 †
- Knoxiella reniformis Ljaschenko, 1960 †
- Knoxiella reticulata Copeland, 1957 †
- Knoxiella robusta Robinson, 1978 †
- Knoxiella rutkowskiae Kesling & Chilman, 1978 †
- Knoxiella semilukiana Egorov, 1950 †
- Knoxiella simplex Xie, 1983 †
- Knoxiella sipaiensis Wang (S.), 1983 †
- Knoxiella suboblonga Wang, 1978 †
- Knoxiella subquadrata (Kummerow, 1939) Becker & Bless, 1974 †
- Knoxiella subreticulata Wang (S.), 1983 †
- Knoxiella sykasaensis Rozhdestvenskaya, 1960 †
- Knoxiella taidonica Buschmina, 1968 †
- Knoxiella tenuistriata Samoilova & Smirnova, 1960 †
- Knoxiella tjajewae Rozhdestvenskaya, 1959 †
- Knoxiella truncata Kesling & Chilman, 1978 †
- Knoxiella variabilis Egorov, 1950 †
- Knoxiella venusta Zaspelova, 1959 †
- Knoxiella vilvensis Tschigova, 1963 †
- Knoxiella visenda Gurevich, 1964 †
- Knoxiella wibitiensis Egorov, 1950 †